# Kabupaten d'Alor
Le kabupaten d'Alor, en indonésien Kabupaten Alor, est une division administrative de la province des petites îles de la Sonde orientales en Indonésie.

## Géographie
Il est composé des îles de Alor et de Pantar, ainsi que de Pura, Ternate, Treweng, Buaya, Kangge et Kepa.

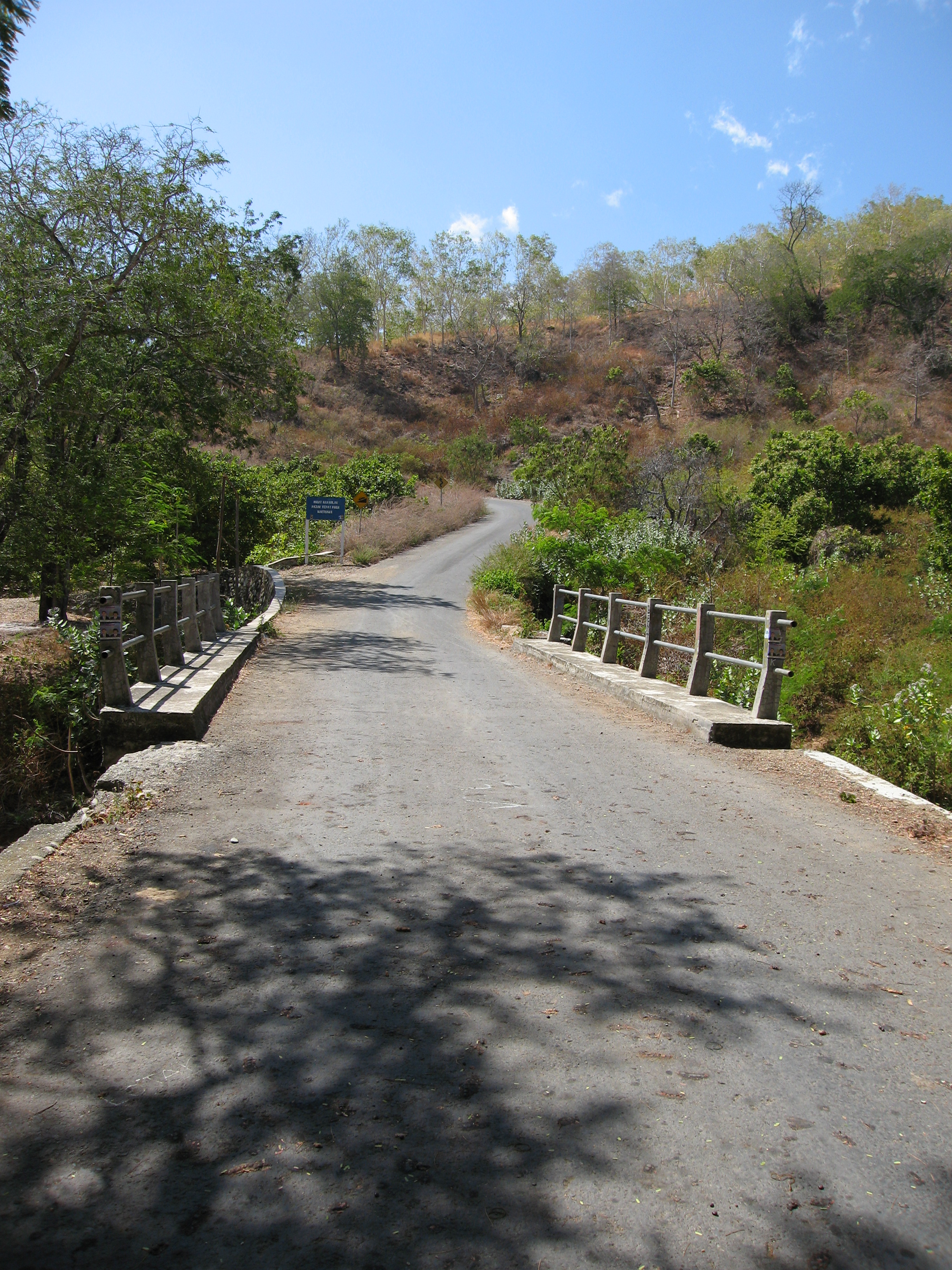
Route à Maritaing, à l'est de l'île d'Alor

## Divisions administratives
Il est divisé en 17 kecamatan (districts) :
- Pantar
- Pantar Barat
- Pantar Timur
- Pantar Barat Laut
- Pantar Tengah
- Alor Barat Daya
- Mataru
- Alor Selatan
- Alor Timur
- Alor Timur Laut
- Pureman
- Teluk Mutiara
- Kabola
- Alor Barat Laut
- Alor Tengah Utara
- Pulau Pura
- Lembur